# Ursula Lewenton
Ursula Lewenton (geboren als Ursula Scheffen am 14. März 1938 in Böhmenkirch, Kreis Geislingen/Steige) ist eine deutsche Juristin. Sie war Richterin am Oberlandesgericht München und am Bayerischen Verfassungsgerichtshof.

## Leben

### Ausbildung
1957 machte Ursula Lewenton das Abitur in Stuttgart. Sie studierte Rechtswissenschaften an der Eberhard-Karls-Universität Tübingen und der Ludwig-Maximilians-Universität München (LMU). Das Erste und Zweite Juristische Staatsexamen legte sie in München ab. Ihre Dissertation verfasste Lewenton zur Rechtspraxis Babyloniens und wurde damit 1970 an der Westfälischen Wilhelms-Universität Münster promoviert.

### Juristische Karriere
1966/67 arbeitete Lewenton an der LMU in München als wissenschaftliche Hilfskraft am Institut für Internationales Privatrecht (IPR) und Rechtsvergleichung.
1967 trat Lewenton in den bayerischen Justizdienst ein. Sie war dabei abwechselnd als Staatsanwältin und Richterin für Zivil- und Strafsachen am Amtsgericht und am Landgericht tätig. 1974 wurde sie Erster Staatsanwalt in Verfahren wegen Wirtschaftsbetrug bei der Staatsanwaltschaft München I. 1979 erfolgte die Ernennung zur Leiterin der Vollstreckungsabteilung der Staatsanwaltschaft München I. 1984 war Lewenton Weiterer Aufsichtführender Richter am Amtsgericht München für Grundbuch- und Wohnungseigentumssachen. 1988 wurde sie zur Stellvertretenden Leiterin der Staatsanwaltschaft München II berufen.
Ursula Lewenton war von 1993 bis zum Eintritt in den Ruhestand 2003 Vorsitzende Richterin am Oberlandesgericht München.

### Bayerisches Verfassungsgericht
Am 12. Juli 2000 wurde Lewenton vom Bayerischen Landtag mit 95 von 97 Stimmen zum berufsrichterlichen Mitglied des Bayerischen Verfassungsgerichtshofes gewählt. Sie übte das Ehrenamt aus, bis sie am 31. Mai 2003 in den Ruhestand verabschiedet wurde.

### Engagement
Von 1977 bis 1981 war Lewenton Mitglied der deutschen Delegation der internationalen Zivilstandskommission (CIEC) der EU. Ab 2004 hatte sie eine zeitweise Beratertätigkeit für die Deutsche Gesellschaft für Technische Zusammenarbeit (GTZ) in Bezug auf das indonesische Familienrecht.
Ursula Lewenton ist Vorsitzende des Fördervereins Memnon e. V., der seit 2004 die Ausgrabungs- und Restaurierungsarbeiten der Memnon-Statuen auf der Westseite des Nils bei Luxor unterstützt. 2014 wurde publik, dass der Förderverein Memnon von 2007 bis 2013 nachweislich 89 335 Euro aus Bußgelder eingestellter Verfahren oder abgebrochener Ermittlungen bekommen hat. Für die Zeit davor lagen zum Zeitpunkt der Recherche keine öffentlich zugänglichen Daten mehr vor. Normalerweise erhalten soziale Einrichtungen und Einrichtungen für Kriminalitätsprävention diese Gelder. Den Richtern steht jedoch frei, wem sie diese übergeben. Das Bekanntwerden dieser Verwendung von Bußgelder hat eine kleine Debatte ausgelöst. Der Vorsitzende des bayerischen Rechtsausschusses Franz Schindler (SPD) und die Vize-Vorsitzende Petra Guttenberg (CSU) vertraten die Meinung: „Da lässt sich eine ehemalige Richterin für ihren Ruhestand quasi ihr Hobby finanziell ausstatten.“

## Publikationen
- Studien zur keilschriftlichen Rechtspraxis Babyloniens in hellenistischer Zeit. Dissertation. Juristische Fakultät, Münster 1970, DNB 482130768.
- Das Geheimnis des Tabernakels. Kriminalroman. Frieling, Berlin 1998, ISBN 978-3-8280-0542-6.
- Der Mond von Kardamum. Ein Reisekrimi. Literareon, München 2001, ISBN 978-3-89675-806-4.
- Indonesien. In: Dieter Henrich (Hrsg.): Internationales Ehe- und Kindschaftsrecht mit Staatsangehörigkeitsrecht. Loseblattsammlung. 240. Lieferung. Verlag für Standesamtswesen, Frankfurt am Main 2021, ISBN 978-3-8019-1240-6.
- Ehefähigkeitsalter und Kinderehen in Indonesien – Entscheidung des Verfassungsgerichts der Republik Indonesien vom 13. 12. 2018. In: Bundesverband der Deutschen Standesbeamtinnen und Standesbeamten (Hrsg.): StAZ – Das Standesamt. Oktober 2020.